# 강미나
강미나(康美娜, 1999년 12월 4일 ~ )는 대한민국의 배우이다. 과거 대한민국의 걸 그룹 구구단에서 메인 댄서, 메인 래퍼와 서브 보컬을 맡았었다.

## 학력
- 한천초등학교 (졸업)
- 제주여자중학교 (졸업)
- 서울공연예술고등학교 실용무용과 (졸업)

## 활동
2016년 5월 4일에 I.O.I의 미니 앨범 《Chrysalis》가 발매되면서 아이오아이의 멤버로 활동하였다. 같은 해, 6월 28일 걸 그룹 구구단으로 데뷔하였다.
2017년 8월 10일을 기하여 혜연과 함께 구구단의 첫 유닛 그룹 팀인 구구단 오구오구의 일원으로 활동했다.
2018년 7월 10일 김세정, 나영과 함께 두번째 유닛 그룹 팀인 구구단 세미나로 활동하였다.

## 출연작

### TV 프로그램
- 2016년 《어서옵SHOW》 - 게스트
- 2016년 《PRODUCE 101》 - 참가자
- 2016년 《잘 먹는 소녀들》 - 고정
- 2017년 《해피투게더 시즌3》 - 게스트
- 2018년 2월 24일 ~ 2020년 5월 30일 《쇼! 음악중심》 - MC[5]
- 2018년 《미스터리 음악쇼 복면가왕》 - 패널
- 2023년 《꼬리에 꼬리를 무는 그날 이야기》 - 게스트

### 드라마
| 연도 | 방송사               | 제목                                   | 역할        | 비고          |
| ---- | -------------------- | -------------------------------------- | ----------- | ------------- |
| 2017 | MBC                  | 20세기 소년소녀                        | 어린 사진진 | (한예슬 아역) |
| 2017 | tvN                  | tvN 드라마 스테이지 - 직립 보행의 역사 | 강미나      | 단막극        |
| 2018 | oksusu, 카카오페이지 | 독고 리와인드                          | 김현선      | 웹드라마      |
| 2018 | tvN                  | 계룡선녀전                             | 점순이      | 조연          |
| 2019 | tvN                  | 호텔 델루나                            | 김유나      | 조연          |
| 2021 | tvN                  | 간 떨어지는 동거                       | 최진아      | 특별출연      |
| 2021 | KBS2                 | 꽃 피면 달 생각하고                    | 한애진      | 주연          |
| 2022 | KBS2                 | 미남당                                 | 남해준      | 주연          |
| 2022 | Seezn                | 미드나잇 호러: 6개의 밤                |             | 주연          |
| 2023 | JTBC                 | 웰컴투 삼달리                          | 조해달      | 조연          |
| 2024 | KBS2                 | 드라마 스페셜 - 영복, 사치코           | 구영복      | 단막극        |
| 2025 | KBS2                 | 트웰브                                 |             |               |

### 영화
| 개봉 연도 | 제목                 | 역할   | 비고 |
| --------- | -------------------- | ------ | ---- |
| 2018년    | 독고 리와인드 part.1 | 김현선 |      |
| 2023      | 사채소년             | 다영   |      |
| 2025      | 고백의 역사          | 고인정 |      |

### OST
| 발매일 | 앨범명         | 제목           | 비고 |
| ------ | -------------- | -------------- | ---- |
| 2018   | 계룡선녀전 OST | Peach Paradise |      |

## 수상 및 후보
| 연도 | 시상식                    | 부문                      | 작품                             | 결과 |
| ---- | ------------------------- | ------------------------- | -------------------------------- | ---- |
| 2018 | MBC 방송연예대상          | 뮤직·토크부문 여자 신인상 | 쇼! 음악중심                     | 수상 |
| 2019 | 제14회 숨피 어워즈        | 최고의 아이돌 배우상      | 계룡선녀전                       | 후보 |
| 2019 | MBC 방송연예대상          | 뮤직·토크부문 여자 우수상 | 쇼! 음악중심                     | 후보 |
| 2022 | KBS 연기대상              | 여자 신인연기상           | 꽃 피면 달 생각하고, 미남당      | 수상 |
| 2024 | 제10회 에이판 스타 어워즈 | 여자 신인연기상           | 웰컴투 삼달리                    | 수상 |
| 2024 | KBS 연기대상              | 여자 드라마스페셜상       | KBS 드라마 스페셜 - 영복, 사치코 | 후보 |